# Flinders River
Flinders River är ett vattendrag i Australien. och  delstaten Queenslands längsta flod. Den rinner upp i Great Dividing Range och mynnar ut i innersta delen av Carpentariaviken. Den är 830 kilometer lång.
Trakten runt Flinders River består i huvudsak av gräsmarker. Trakten runt Flinders River är nära nog obefolkad, med mindre än två invånare per kvadratkilometer.